# Phyllonorycter himalayana
Phyllonorycter himalayana är en fjärilsart som beskrevs av Tosio Kumata 1973. Phyllonorycter himalayana ingår i släktet guldmalar, och familjen styltmalar.
Artens utbredningsområde är Nepal. Inga underarter finns listade i Catalogue of Life.